# Paraluma triangularis
Paraluma triangularis is een haft uit de familie Leptophlebiidae. De wetenschappelijke naam van de soort is voor het eerst geldig gepubliceerd in 2000 door Peters & Peters.
De soort komt voor op eilanden in de Grote Oceaan.